# روبرت دي كابانا
روبرت دي كابانا (بالإنجليزية: Robert D. Cabana)‏ (و. 1943 – م) هو ضابط، ورائد فضاء من الولايات المتحدة الأمريكية . ولد في منيابولس، مينيسوتا .تولى منصب Chief of the Astronaut Office (6 سبتمبر 1994–30 سبتمبر 1997) .

## ريادة الفضاء
شارك في المهمات الفضائية:
- STS-41[3]
- STS-65[3]
- STS-53[3]
- STS-88.[3]

## الخدمة العسكرية
خدم في قوات مشاة بحرية الولايات المتحدة.

## جوائز
حصل على جوائز منها:
- جائزة الشجاعة طيران.